# Greatest Hits Live (New England)
Greatest Hits Live is het enige livemuziekalbum van de Amerikaanse muziekgroep New England. Volgens het bijgeleverde boekwerkje bevat het opnamen van de laatste tournee van de band circa 1982). In 2002 is er een reünie van de band, die als sinds 1982 niet meer officieel bestaat. In het kader van die reünie kwam dit album uit op hun eigen platenlabel GB Records. Later volgde nog een soloalbum van Gardner. In de rocksongs blijft de stem van Fannon overeind, maar in Explorer Suite, een echte symfonische rocksuite, redt Fannon het niet.
De titel verwijst niet naar de Nederlandse markt; ze hebben hier nooit een hitsingle gehad.

## Musici
- John Fannon: gitaar, zang
- Jimmy Waldo: keyboards, zang
- Hirsh Gardner: slagwerk, zang
- Gary Shea: basgitaar

## Composities
1. Alone tonight
2. Shoot
3. Hello Hello Hello
4. The last show
5. Encore
6. Hey you're on the run
7. Shall I run away
8. Nothing to fear
9. Don't ever wanna lose ya
10. Explorer Suite
11. P.U.N.K.
12. You'll be born again